# Árnafjørður

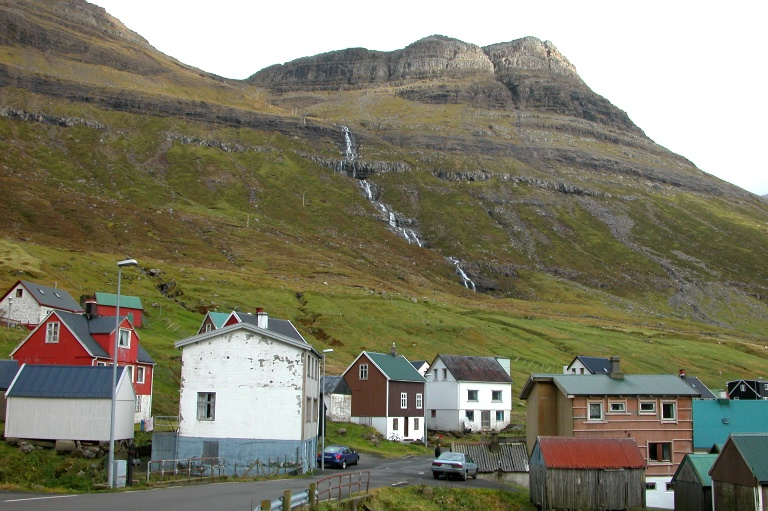
Árnafjørður

Árnafjørður (dánul: Arnefjord) település Feröer Borðoy nevű szigetén. Közigazgatásilag Klaksvík községhez tartozik.

## Földrajz
A falu a sziget közepén, az Árnfjarðarvík nevű hosszú öböl végénél fekszik.

## Történelem
A település a viking honfoglalás idejéből származik.
1875-ben egy elhagyott norvég hajó sodródott itt partra, amely nagy mennyiségű faanyaggal volt megrakva. A fát árverésen értékesítették, de a nagy mennyiség miatt az ára nagyon lement: egy ház építésére elegendő fát lehetett kapni 25 koronáért. A faanyag Feröeren egyébként mindig drága volt, mivel importálni kellett.

## Népesség
| Év              | Lakosság |
| --------------- | -------- |
| 1986. január 1. | 74       |
| 1991. január 1. | 69       |
| 1996. január 1. | 63       |
| 2001. január 1. | 62       |
| 2006. január 1. | 49       |

## Közlekedés
Közúton nyugat felé Klaksvík és Ánir, északkelet felé Norðtoftir érhető el az Árnafjarðartunnilin illetve a Hvannasundstunnilin alagúton keresztül. A települést érinti az 500-as buszjárat.

## Sport
A településen működik az Árnafjarðar Róðrarfelag nevű evezősklub.

### Külső hivatkozások
- faroeislands.dk – fényképek és leírás (angol)
- Pictures from Árnafjørður[halott link], faroestamps.fo (angol)
- Panorámakép a kavicsos tengerpartról[halott link] (dán)
- Árnafjørður, fallingrain.com (angol)